# Never Enough
Never Enough este primul single al formației de origine olandeză, Epica, extras de pe albumul The Divine Conspiracy.

## Lista melodiilor
1. "Never Enough" (edit) - 3:41
2. "Chasing the Dragon" (edit) - 3:50
3. "Safeguard to Paradise" (piano version) - 3:50